# Minószi kitörés
A minószi kitörés Thérán, másként a Théra-kitörés, a Szantorini-kitörés, vagy a késő bronzkori kitörés megsemmisítő erejű (plíniuszi) tűzhányó kitörése volt az akkor létező hegynek i. e. 1500 körül. A vulkánkitörési index szerinti 6-os vagy 7-es erősségű robbanásos kitörésben a hegy megsemmisült, mintegy 60 km³-nyi kőzetet lövellve szét. Az összeomlás után hátramaradt kalderát a tenger elárasztotta, a hegy maradéka a jelenlegi gyűrű alakú Szantorini szigetcsoport. Ez a vulkánkitörés az emberiség írott történelmének egyik legnagyobb hatású eseménye volt.
Théra szigetével együtt minden minószi emberi település, megművelt terület megsemmisült, beleértve Akrotirit is, melynek feltárt falfestményei magas műveltségre utalnak. Kutatások alapján feltételezik, hogy a robbanáskor támadt földrengés és óriási szökőár felelős legalább részben a minószi civilizáció megsemmisüléséért és eltűnéséért a közeli szigeteken és Krétán (Knósszosz) is, valamint az Égei-tenger partvidékén.
Az időjárásra és az emberiség történelmére hasonló hatásúnak vélik az eseményt, mint a Szamalasz tűzhányó kitörése 1257-ben, vagy a 946-os kitörést a Pektu-hegyen és az 1815-ös kitörést Tamborán (amelyet egy nyár nélküli év követett az északi féltekén).
Hiányoznak az ókori feljegyzések, amelyek egyértelműen igazolnák ezt a kitörést, de későbbi görög mítoszokat és mondákat ihletett, időjárási és termelési zavarokat okozott Egyiptomban, és egy kínai krónika, a Bambusz-évkönyvek is megemlíti a hatásait. Azóta régészeti feltárások, és Izrael partvidéke előtti tenger alatti régészeti kutatások igazolták a vulkán kitörést.
Kutatók szerint a bibliai Exodusban leírt tíz egyiptomi csapásból is ez okozhatott legalább hármat, így a háromnapos sötétséget is.
Egyesek a legendás Atlantisz helyét is az egykori Théra szigetében vélik megtalálni, és Platón által megírt elsüllyedését is ehhez a pusztító eseményhez kötik.

## Fordítás
Ez a szócikk részben vagy egészben  a   Minoan eruption című angol Wikipédia-szócikk ezen változatának fordításán alapul.  Az eredeti cikk szerkesztőit annak laptörténete sorolja fel. Ez a jelzés csupán a megfogalmazás eredetét és a szerzői jogokat jelzi, nem szolgál a cikkben szereplő információk forrásmegjelöléseként.